# だれかtoなかい
『まつもtoなかい』（まつもとなかい）は、かつてフジテレビ系列で2023年4月30日から2024年12月15日まで毎週日曜日 21:00 - 21:54（JST）に放送されていたトークバラエティ番組であり松本人志と中居正広の冠番組。松本の芸能界活動休止以降、2024年1月28日放送回から番組名は『だれかtoなかい』（だれかとなかい）に変更。

## 概要
番組MCが「会わせたい」と思う著名人2名同士をマッチングさせ、対面トークやパフォーマンスを行う番組。
『土曜プレミアム』枠で、2020年11月21日と2022年2月19日に『まつもtoなかい〜マッチングな夜〜』というタイトルで2回の特番が放送されたのち、2023年4月からレギュラー化されて『まつもtoなかい』と番組タイトルを変更し、毎週日曜日の21時台に放送されていた。しかし、2024年1月28日放送にて、松本の芸能界活動休止により2月4日の放送から番組名を『だれかtoなかい』にリニューアルすると発表した。
レギュラー化以降は基本的に通常編成（1時間枠）で、特番編成（2時間枠）は行っていない。
なお、当番組のレギュラー化に伴って、松本はこれまでレギュラーコメンテーターを務めていたフジテレビの『ワイドナショー』を3月で卒業している。
レギュラー放送の初回は、中居とゲストの香取慎吾が6年ぶりの共演を果たしたこともあり、見逃し配信（TVer・FOD）の再生回数が1週間でフジテレビバラエティ番組歴代最高の249万回を記録した。また、TVerのみで245万回再生され、全民放バラエティ番組の中で歴代1位となった。
FIVBパリ五輪予選/ワールドカップバレー2023の開催期間中、当番組の放送前にミニ番組『まもなく まつもtoなかい』（日曜日 20:54 - 21:00（JST）、一部地域を除く）が放送された。
2024年1月8日、吉本興業から、司会の一人・松本人志の無期限活動休止が発表されたが、2023年内に収録済みだった番組の放送は検討中とした。その後、1月14日放送予定分に関しては放送するも、21日以後は「詳細はお答えできません」として放送未定とした。この放送回はトイレタリー用品メーカー1社のみが協賛社として表示され、それ以外のCMを提供した協賛各社はパーティシペーション（協賛表示取りやめ）となった。21日に、28日の放送から中居正広1人でMCを務めることが発表され、21日放送分は、松本と中居が2組の夫妻をゲストに迎え、番組初の夫婦マッチングトークを行うと予告した。
1月28日の放送分は中居が1人でMCを務め、エンディングで番組名が『だれかtoなかい』に変更されることが発表された。さらに31日には、28日にゲスト出演し2023年10月にSMILE-UP.（旧ジャニーズ事務所）から独立した嵐の二宮和也が新MCとしてレギュラー出演することも発表された。2月16日、フジテレビの定例会会見で港浩一社長は、今後のMCについては「タイトルの意味を感じ取って頂いて、持ち回りになる可能性は考えられますが、そういうことを含めて『だれかtoなかい』というタイトルを付けました」と語った。その後同年4月14日の放送回で、ムロツヨシの新MC就任が発表されることとなり、二宮和也はMCを卒業した。

### 番組の終焉と中居正広の不祥事
2024年12月12日、翌2025年3月をもって番組が終了すると報じられた。また、ムロツヨシは2024年12月1日放送分で卒業し、2025年1月からは中居の旧ジャニーズ時代の後輩にあたる岡田准一が3代目パートナーに就任する予定（2024年内最後の12月15日放送分で発表）だったが、中居に関する女性トラブル報道を受けて、岡田のお披露目回であった1月12日の放送が差し替えとなり、8日には12日からの放送が当面休止となることが発表された。
最終的に、2025年1月22日に局として番組終了を正式に決定した。それに伴い、2024年12月15日の放送が事実上の最終回となった。なお、番組終了発表の翌日である2025年1月23日に中居は芸能界を引退することを表明した。

なお、この女性トラブル問題について、フジテレビ側も2023年6月頃にすでに把握していたにもかかわらず、本番組を打ち切りにせず、中居を継続出演させていたことが判明し、物議となった。この番組の企画者の中で特に中居及び松本と懇意にしている人物がおり、その人物が問題を起こしていると清水新社長が述べた。

## 番組構成
ゲストの2人を対面でマッチングさせて、MCも含め4人でトークを行う「マッチングトーク」がメイン。レギュラー放送初期は、「マッチングトーク（A面）」と話題のアーティストやパフォーマーなどを1組招いて、MCとのトークやパフォーマンスを披露する「パフォーマンスコーナー（B面）」の2部構成だった。
番組のBGMには主にマイケル・ジャクソンの楽曲が使用されている。

## MC
- 中居正広（特番時代・2023年4月30日 - 2024年12月15日）
- 松本人志（ダウンタウン）（特番時代・2023年4月30日 - 2024年1月21日）
- 二宮和也（嵐）（2024年2月4日 - 3月31日）
- ムロツヨシ（2024年4月14日 - 12月1日）

## 放送リスト

### まつもtoなかい
| 回    | 放送日          | マッチングトーク                  | マッチングトーク        | 備考                 | 出典   |
| ----- | --------------- | --------------------------------- | ----------------------- | -------------------- | ------ |
| 第1弾 | 2020年 11月21日 | 甲本ヒロト （ザ・クロマニヨンズ） | 菅田将暉                | 『土曜プレミアム』枠 | [ 24 ] |
| 第1弾 | 2020年 11月21日 | 天海祐希                          | 小池栄子                | 『土曜プレミアム』枠 | [ 24 ] |
| 第1弾 | 2020年 11月21日 | ローラ                            | フワちゃん              | 『土曜プレミアム』枠 | [ 24 ] |
| 第1弾 | 2020年 11月21日 | 森進一                            | Hiro （MY FIRST STORY） | 『土曜プレミアム』枠 | [ 24 ] |
| 第2弾 | 2022年 02月19日 | 伊藤沙莉                          | 伊藤俊介 （オズワルド） | 『土曜プレミアム』枠 | [ 25 ] |
| 第2弾 | 2022年 02月19日 | 布袋寅泰                          | 新庄剛志                | 『土曜プレミアム』枠 | [ 25 ] |
| 第2弾 | 2022年 02月19日 | 山田孝之                          | 菅田将暉                | 『土曜プレミアム』枠 | [ 25 ] |
| 第2弾 | 2022年 02月19日 | 長渕剛                            | 大悟 （千鳥）           | 『土曜プレミアム』枠 | [ 25 ] |

| 回 | 放送日          | マッチングトーク（A面）   | マッチングトーク（A面）                        | パフォーマンス（B面）                    | プレゼンター（B面）           | 備考・他出演者                                                          | 出典   |
| -- | --------------- | ------------------------- | ---------------------------------------------- | ---------------------------------------- | ----------------------------- | ----------------------------------------------------------------------- | ------ |
| 1  | 2023年 04月30日 | 香取慎吾                  | 香取慎吾                                       | 香取慎吾 「BETTING」                     | 山崎弘也 （アンタッチャブル） |                                                                         | [ 26 ] |
| 2  | 05月07日        | 上沼恵美子                | 北川景子                                       | マカロニえんぴつ 「リンジュー・ラヴ」    | 伊藤俊介 （オズワルド）       |                                                                         | [ 27 ] |
| 3  | 05月14日        | 安藤サクラ                | トータス松本 （ウルフルズ）                    | ちゃんみな 「サンフラワー」              | 伊藤俊介 （オズワルド）       | 髙嶋政宏（B面）                                                         | [ 28 ] |
| 4  | 05月21日        | 岡田准一                  | 広末涼子                                       | Snow Man 「あいことば」                  | 津田篤宏 （ダイアン）         | 日野晃（A面）                                                           | [ 29 ] |
| 5  | 05月28日        | 小栗旬                    | 小栗旬                                         | ---                                      | ---                           | 大悟（千鳥）（A面）                                                     | [ 30 ] |
| 6  | 06月04日        | 郷ひろみ                  | 古舘伊知郎                                     | 緑黄色社会 「うそつき」                  | せいや （霜降り明星）         |                                                                         | [ 31 ] |
| 7  | 06月11日        | さだまさし                | 有村架純                                       | INI 「FANFARE」                          | 向井慧 （パンサー）           |                                                                         | [ 32 ] |
| 8  | 06月18日        | 伊藤英明                  | 佐久間宣行                                     | BiSH 「Bye-Bye Show」                    | 稲田直樹 （アインシュタイン） | [ 注 2 ]                                                                | [ 33 ] |
| 9  | 06月25日        | 石川佳純                  | 野口聡一                                       | 岡崎体育 「Knock Out」                   | 津田篤宏 （ダイアン）         |                                                                         | [ 34 ] |
| 10 | 07月02日        | 内田篤人                  | さまぁ〜ず                                     | yama 「slash」                           | 小籔千豊                      |                                                                         | [ 35 ] |
| 11 | 07月09日        | とにかく明るい安村        | ゆりやんレトリィバァ                           | ---                                      | ---                           |                                                                         | [ 36 ] |
| 11 | 07月09日        | 柄本明                    | 古田新太                                       | ---                                      | ---                           |                                                                         | [ 36 ] |
| 12 | 07月16日        | 未公開×総集編SP           | 未公開×総集編SP                                | 未公開×総集編SP                          | 未公開×総集編SP               |                                                                         | [ 37 ] |
| 13 | 07月30日        | 藤井フミヤ                | 奥田民生                                       | SUPER BEAVER 「儚くない」                | ---                           | [ 注 3 ]                                                                | [ 38 ] |
| 14 | 08月06日        | つんく♂                   | 後藤真希 辻希美 譜久村聖 （モーニング娘。'23） | ---                                      | ---                           | FUJIWARA（A面）                                                         | [ 39 ] |
| 15 | 08月13日        | 吉永小百合                | YOU                                            | ---                                      | ---                           |                                                                         | [ 40 ] |
| 16 | 08月20日        | 宇多田ヒカル              | 宇多田ヒカル                                   | 宇多田ヒカル 「Gold 〜また逢う日まで〜」 | ---                           | ビコーン!（A面） もりやすバンバンビガロ（A面） Enishi（A面）            | [ 41 ] |
| 17 | 09月03日        | 横浜流星                  | 那須川天心                                     | ---                                      | ---                           | 粟生隆寛（A面）                                                         | [ 42 ] |
| 18 | 09月17日        | 大久保佳代子 （オアシズ） | ヒコロヒー                                     | ---                                      | ---                           | 野沢直子（A面）                                                         | [ 43 ] |
| 19 | 09月24日        | 布袋寅泰                  | HIKAKIN                                        | ---                                      | ---                           | [ 注 4 ]                                                                | [ 44 ] |
| 20 | 10月01日        | 中島健人 （Sexy Zone）    | 東方神起                                       | ---                                      | ---                           | [ 注 5 ]                                                                | [ 45 ] |
| 21 | 10月08日        | 渡邊雄太                  | 渡邊雄太                                       | ---                                      | ---                           | 田村裕（麒麟）（A面） さらば青春の光（A面）                             | [ 46 ] |
| 22 | 10月22日        | 水川あさみ                | 伊武雅刀                                       | ---                                      | ---                           | Awich（A面）                                                            | [ 47 ] |
| 22 | 10月22日        | 研ナオコ                  | 池田美優                                       | ---                                      | ---                           |                                                                         | [ 47 ] |
| 23 | 10月29日        | 加賀まりこ                | 松岡茉優                                       | ---                                      | ---                           |                                                                         | [ 48 ] |
| 23 | 10月29日        | 叶姉妹                    | きゃりーぱみゅぱみゅ                           | ---                                      | ---                           |                                                                         | [ 48 ] |
| 24 | 11月12日        | 柳沢慎吾                  | 中川家                                         | ---                                      | ---                           |                                                                         | [ 49 ] |
| 25 | 11月19日        | GACKT                     | 小沢仁志                                       | ---                                      | ---                           | ウエスP（A面）                                                          | [ 50 ] |
| 26 | 12月03日        | ビートたけし              | EXILE HIRO                                     | ---                                      | ---                           |                                                                         | [ 51 ] |
| 27 | 12月17日        | 赤西仁                    | 山田孝之                                       | ---                                      | ---                           |                                                                         | [ 52 ] |
| 28 | 2024年 01月14日 | 山田邦子                  | 久本雅美                                       | ---                                      | ---                           | 超時空さをぴ（A面） エアコンぶんぶんお姉さん（A面） おばあちゃん（A面） | [ 53 ] |
| 28 | 2024年 01月14日 | 錦鯉                      | サルゴリラ                                     | ---                                      | ---                           |                                                                         | [ 53 ] |
| 29 | 01月21日        | 稲垣啓太 稲垣貴子         | 源田壮亮 衛藤美彩                              | ---                                      | ---                           |                                                                         | [ 54 ] |
| 30 | 01月28日        | 秋元康                    | 二宮和也 （嵐）                                | ---                                      | ---                           | [ 注 7 ]                                                                | [ 55 ] |

### だれかtoなかい
| 回 | 放送日          | マッチングトーク              | マッチングトーク        | 備考・他出演者                 | 出典   |
| -- | --------------- | ----------------------------- | ----------------------- | ------------------------------ | ------ |
| 1  | 2024年 02月04日 | ムロツヨシ                    | サンドウィッチマン      | [ 注 8 ]                       | [ 56 ] |
| 2  | 02月18日        | 真木よう子                    | 新田真剣佑              | 佐藤ブゾン貴子                 | [ 57 ] |
| 3  | 02月25日        | 山崎弘也 （アンタッチャブル） | 小木博明 （おぎやはぎ） | 伊集院光                       | [ 58 ] |
| 4  | 03月03日        | 仲間由紀恵                    | 篠原ともえ              |                                | [ 59 ] |
| 5  | 03月10日        | 堂本光一 （KinKi Kids）       | 佐藤勝利 （Sexy Zone）  |                                | [ 60 ] |
| 6  | 03月17日        | 永野芽郁                      | 永野                    | デイエノボル 脳みそ夫 桐野安生 | [ 61 ] |
| 7  | 03月31日        | 鈴木亮平                      | 賀来賢人                |                                | [ 62 ] |
| 8  | 04月14日        | 吉田鋼太郎                    | 高畑充希                | [ 注 9 ]                       | [ 63 ] |
| 9  | 04月21日        | タカアンドトシ                | ダイアン                | 初恋タロー 関町知弘（ライス）  | [ 64 ] |
| 10 | 04月28日        | 舘ひろし                      | 柳沢慎吾                |                                | [ 65 ] |
| 11 | 05月19日        | 市村正親                      | 神田伯山                |                                | [ 66 ] |
| 12 | 05月26日        | 鈴木保奈美                    | 戸田恵子                |                                | [ 67 ] |
| 13 | 06月02日        | 高橋英樹                      | 劇団ひとり              |                                | [ 68 ] |
| 14 | 06月09日        | 杏                            | 秋山竜次 （ロバート）   |                                | [ 69 ] |
| 15 | 06月16日        | 河合優実                      | ゆりやんレトリィバァ    |                                | [ 70 ] |
| 16 | 06月30日        | 山田涼介 （Hey! Say! JUMP）   | 波瑠                    |                                | [ 71 ] |
| 17 | 07月28日        | 生田斗真                      | 中村倫也                |                                | [ 72 ] |
| 18 | 08月04日        | 田中圭                        | 林遣都                  |                                | [ 73 ] |
| 19 | 08月18日        | はなわ 塙宣之（ナイツ）       | ミキ                    | ツートライブ 芸人THEブラスト   | [ 74 ] |
| 20 | 08月25日        | 仲野太賀                      | 染谷将太                |                                | [ 75 ] |
| 21 | 09月08日        | 西島秀俊                      | 三谷幸喜                |                                | [ 76 ] |
| 22 | 09月22日        | 藤ヶ谷太輔 （Kis-My-Ft2）     | 内田有紀                |                                | [ 77 ] |
| 23 | 09月29日        | Perfume                       | 木村カエラ              |                                | [ 78 ] |
| 24 | 10月20日        | 池松壮亮                      | 蒼井優                  |                                | [ 79 ] |
| 25 | 11月03日        | 渡部篤郎                      | 三浦翔平                |                                | [ 80 ] |
| 26 | 11月10日        | 柳葉敏郎                      | 水川あさみ              | 佐藤ブゾン貴子                 | [ 81 ] |
| 27 | 12月01日        | 小栗旬                        | 山田孝之                |                                | [ 82 ] |
| 28 | 12月15日        | 未公開×総集編SP               | 未公開×総集編SP         | 未公開×総集編SP                | [ 83 ] |

## 受賞歴
- ギャラクシー賞テレビ部門月間賞（2020年11月度）[84]
- 第58回ギャラクシー賞テレビ部門奨励賞（2020年度）[85]
- TVerアワード2023 特別賞[86]

## ネット局
| 放送対象地域   | 放送局                    | 系列                                         | 放送日時           | ネット状況 | 備考                |
| -------------- | ------------------------- | -------------------------------------------- | ------------------ | ---------- | ------------------- |
| 関東広域圏     | フジテレビ（CX）          | フジテレビ系列                               | 日曜 21:00 - 21:54 | 制作局     |                     |
| 北海道         | 北海道文化放送（uhb）     | フジテレビ系列                               | 日曜 21:00 - 21:54 | 同時ネット |                     |
| 岩手県         | 岩手めんこいテレビ（mit） | フジテレビ系列                               | 日曜 21:00 - 21:54 | 同時ネット |                     |
| 宮城県         | 仙台放送（OX）            | フジテレビ系列                               | 日曜 21:00 - 21:54 | 同時ネット |                     |
| 秋田県         | 秋田テレビ（AKT）         | フジテレビ系列                               | 日曜 21:00 - 21:54 | 同時ネット |                     |
| 山形県         | さくらんぼテレビ（SAY）   | フジテレビ系列                               | 日曜 21:00 - 21:54 | 同時ネット |                     |
| 福島県         | 福島テレビ（FTV）         | フジテレビ系列                               | 日曜 21:00 - 21:54 | 同時ネット |                     |
| 新潟県         | NST新潟総合テレビ（NST）  | フジテレビ系列                               | 日曜 21:00 - 21:54 | 同時ネット |                     |
| 長野県         | 長野放送（NBS）           | フジテレビ系列                               | 日曜 21:00 - 21:54 | 同時ネット |                     |
| 静岡県         | テレビ静岡（SUT）         | フジテレビ系列                               | 日曜 21:00 - 21:54 | 同時ネット |                     |
| 富山県         | 富山テレビ（BBT）         | フジテレビ系列                               | 日曜 21:00 - 21:54 | 同時ネット |                     |
| 石川県         | 石川テレビ（ITC）         | フジテレビ系列                               | 日曜 21:00 - 21:54 | 同時ネット |                     |
| 福井県         | 福井テレビ（FTB）         | フジテレビ系列                               | 日曜 21:00 - 21:54 | 同時ネット |                     |
| 中京広域圏     | 東海テレビ（THK）         | フジテレビ系列                               | 日曜 21:00 - 21:54 | 同時ネット |                     |
| 近畿広域圏     | 関西テレビ（KTV）         | フジテレビ系列                               | 日曜 21:00 - 21:54 | 同時ネット |                     |
| 島根県・鳥取県 | さんいん中央テレビ（TSK） | フジテレビ系列                               | 日曜 21:00 - 21:54 | 同時ネット |                     |
| 岡山県・香川県 | 岡山放送（OHK）           | フジテレビ系列                               | 日曜 21:00 - 21:54 | 同時ネット |                     |
| 広島県         | テレビ新広島（tss）       | フジテレビ系列                               | 日曜 21:00 - 21:54 | 同時ネット |                     |
| 愛媛県         | テレビ愛媛（EBC）         | フジテレビ系列                               | 日曜 21:00 - 21:54 | 同時ネット |                     |
| 高知県         | 高知さんさんテレビ（KSS） | フジテレビ系列                               | 日曜 21:00 - 21:54 | 同時ネット |                     |
| 福岡県         | テレビ西日本（TNC）       | フジテレビ系列                               | 日曜 21:00 - 21:54 | 同時ネット |                     |
| 佐賀県         | サガテレビ（STS）         | フジテレビ系列                               | 日曜 21:00 - 21:54 | 同時ネット |                     |
| 長崎県         | テレビ長崎（KTN）         | フジテレビ系列                               | 日曜 21:00 - 21:54 | 同時ネット |                     |
| 熊本県         | テレビくまもと（TKU）     | フジテレビ系列                               | 日曜 21:00 - 21:54 | 同時ネット |                     |
| 鹿児島県       | 鹿児島テレビ（KTS）       | フジテレビ系列                               | 日曜 21:00 - 21:54 | 同時ネット |                     |
| 沖縄県         | 沖縄テレビ（OTV）         | フジテレビ系列                               | 日曜 21:00 - 21:54 | 同時ネット |                     |
| 青森県         | 青森朝日放送（ABA）       | テレビ朝日系列                               | 土曜 12:55 - 13:50 | 遅れネット | [ 注 10 ]           |
| 宮崎県         | テレビ宮崎（UMK）         | フジテレビ系列 日本テレビ系列 テレビ朝日系列 | 木曜 14:50 - 15:45 | 遅れネット | [ 注 11 ] [ 注 12 ] |
| 山口県         | テレビ山口（tys）         | TBS系列                                      | 土曜 16:00 - 16:54 | 遅れネット | [ 注 13 ]           |

## スタッフ

### レギュラー版
- ナレーション - 村田秀亮（とろサーモン）[87]
- 構成 - 高須光聖、水野守啓、竹村武司、澤井直人
- 美術プロデュース - 三竹寛典（フジテレビ / フジアール）
- セットデザイン - 永井達也（フジテレビ / フジアール）
- アートコーディネーター - 西嶋友里（フジアール）
- 大道具 - 裏隠居徹、杉本孝宏
- アクリル装飾 - 鈴木竜、堀内重彰
- 電飾 - 桑島亮太（テルミック）
- CG - 岩瀬直孝
- アートフレーム - 坂脇伸吾、石井智之（エスケイシステム）
- 装飾 - 中島将文
- 視覚効果 - 倉谷美奈絵
- 衣装 - 林春来（東京衣裳）
- 持道具 - 土屋洋子
- メイク - 山田かつら、TEES
- アートディレクター - 邨山直也（フジテレビ / フジアール）
- CG - 多田圭
- タイトルロゴ - 岩田祐一
- TP/SW - 斉藤伸介（フジテレビ）
- CAM - 中野誠也（フジテレビ）、西口雄太（中野→一時期は週替わり）
- VE - 関口貴久（フジテレビ）
- 音声 - 吉永哲也、澤津橋武志
- PA - 本田一智
- 照明 - 小熊豊、毛利克也、西野大介
- 音響効果 - 高島慎太郎
- EED - 岩田明大
- MA - 木村亮允、土屋由香
- 技術協力 - fmt、共テレ、ニューテレス、サンフォニックス、田中電設、明光セレクト、IMAGICA、東京TUBE
- リサーチ - フォーミュレーション、川崎浩子
- 制作協力 - 吉本興業、イースト[注 14]
- 編成 - 春名剛生・宮崎鉄平（フジテレビ）、山田賢太郎（フジテレビ）
- 広報 - 飯泉英一郎（フジテレビ）
- TK - 色摩涼
- デスク - 瀬川桃花、河田美緒
- AP - 梅原萌・江口きぬえ（イースト）、三谷奈央、國廣光（吉本興業）
- 制作P - 津野若菜（ロイドブラザーズ）
- FD - 飛田将斗（フジテレビ）
- ディレクター - 唐雅則（ロイドブラザーズ）、宮入遥・松本絵理・斉田泰伸・新井田洋・佐々木未来（イースト）、松永健太郎（共テレ）、温井精一・太田秀司（フジテレビ）
- チーフ/ディレクター - 前田真人（当時 - イーストF）、宮川直樹（フジテレビ・情報企画開発センター）
- プロデューサー - 西村陽次郎（フジテレビ・情報企画開発センター、以前は総合演出）、橋本英司（フジテレビ）、松本彩夏（イースト）、児玉芳郎（フジテレビ）、後藤夏美、北村かずや（北村→ビーオネスト、一時離脱→復帰、不定期）、武井大樹（吉本興業） / 黒木彰一（フジテレビ）[注 15]池田拓也（フジテレビ）
- 演出 - 吉田渉（フジテレビ、以前はディレクター）
- チーフプロデューサー - 萬匠祐基（フジテレビ）
- 制作統括 - 中嶋優一（フジテレビ）
- 制作 - フジテレビ編成総局バラエティ制作局バラエティ制作センター（2024年6月までは編成制作局バラエティー制作センター）&ニュース総局情報制作局情報企画開発センター情報企画開発部
- 制作著作 - フジテレビ

### 特番
- ナレーション - 村田秀亮（とろサーモン）[87]
- 構成 - 水野守啓、竹村武司（第1弾）、さだ（第2弾）
- 美術プロデューサー - 三竹寛典（フジテレビ / フジアール）
- 美術デザイン - 永井達也（フジテレビ / フジアール）
- アートコーディネーター - 西嶋友里（フジアール）
- 大道具 - 裏隠居徹、杉本孝宏
- アクリル装飾 - 堀内重彰
- 電飾 - 時任伊織
- 装飾 - 門間誠
- 植木装飾 - 小笠原了平（第2弾）
- 視覚効果 - 倉谷美奈絵
- CG - 多田圭
- タイトル - 加藤和博
- メイク - 山田かつら
- スタイリスト - 高堂のりこ（第2弾）
- TD - 大嶋徹
- CAM - 菊池謙
- 音声 - 澤津橋武志
- VE - 若宮美歩（第1弾）、群司洋（第2弾）
- PA - 溝口賢蔵（第1弾）、白鳥慎一郎（第2弾）
- 照明 - 毛利克也、小熊豊（第2弾）
- 音響効果 - 高島慎太郎
- EED - 杉山友宣
- MA - 山岡俊
- 協力 - 共テレ、fmt、フジアール、東京TUBE、Ray
- リサーチ - 川崎浩子、ワンバイワンプラス（第1弾）、フォーミュレーション
- 制作協力 - イースト・エンタテインメント（現 - イースト）
- 広報 - 根本智史（フジテレビ）
- TK - 色摩涼
- AP - 磯崎ちえ（第1弾）、尾上沙碧（第1弾）、江口きぬえ（イースト、第2弾）
- デスク - 高橋沙織（第1弾）、藤田冴子（第2弾）
- FD - 岩田信歩（第1弾）、古庄優香（フジテレビ、第2弾）、後藤孝道（第2弾）、松舘ちひろ（イースト、第2弾）
- ディレクター - 岡野耕太、新井田洋・松本絵理（イースト、第2弾）、岩田信歩（第2弾）
- チーフディレクター - 前田真人（イースト）
- プロデューサー - 江本薫（フジテレビ）、松本彩夏（イースト）、若林美樹（フジテレビ、第2弾）
- 総合演出 - 西村陽次郎（フジテレビ・情報企画開発センター）[88]
- チーフプロデューサー - 中嶋優一（フジテレビ）[88]
- 制作 - フジテレビ編成制作局制作センター第二制作室&ニュース総局情報制作局情報企画開発センター情報企画開発部
- 制作著作 - フジテレビ